# سقوط بابل (بازی ویدئویی ۲۰۲۲)
سقوط بابل (انگلیسی: Babylon's Fall) یک بازی ویدئویی به سبک نقش‌آفرینی اکشن و هک اند اسلش است که توسط پلاتینیوم گیمز توسعه یافته و به‌وسیلهٔ اسکوئر انیکس منتشر شده‌است. این بازی در تاریخ ۳ مارس ۲۰۲۲ برای مایکروسافت ویندوز، پلی‌استیشن ۴ و پلی‌استیشن ۵ عرضه شد.

## گیم پلی
سقوط بابل یک بازی ویدئویی نقش آفرینی اکشن و هک اند اسلش است که از دید سوم شخص بهره می‌برد. هر بازیکن کنترل یک نگهبان را به عهده دارد که باید از برج عظیمی به نام زیگورات بالا برود. بازیکنان کار خود را در یک منطقه مرکزی به نام Sentinel Force HQ شروع می‌کنند، در آن‌جا می‌توانند با بازیبازان دیگر تعامل داشته باشند، از مغازه‌ها یا آهنگران برای خرید تجهیزات و ارتقاء و دسترسی به ماموریت‌ها اقدام کنند. هر مأموریت را می‌توان به صورت تک‌نفره انجام داد، اگرچه بازی از حالت چهار نفره نیز پشتیبانی می‌کند. بازیکنان در هر مأموریت از سه تا چهار طبقه بالا می‌روند تا به نوک برج برسند. در طول مسیر، بازیکنان لوت (غنیمت) را باز می‌کنند که می‌توان از آن برای افزایش قدرت شخصیت‌هایشان استفاده کنند.
هر نگهبان به دو سلاح مجهز است. با این حال، هر بازیکن به دستگاهی به نام Gideon's Coffin نیز مجهز است. تابوت به بازیبازان اجازه می‌دهد تا دو سلاح دیگر نیز را حمل کنند. پس از اتمام نوار انرژی سلاح، دیگر نمی‌توان از این سلاح‌ها استفاده کرد، اگرچه به تدریج با گذشت زمان دوباره نوار انرژی آن‌ها پر می‌شود و باز قابلیت استفاده پیدا می‌کنند. این بازی دارای پنج نوع سلاح مختلف از جمله شمشیر، چکش، کمان، میله و سپر است. در پایان هر سطح، به بازیبازان loot و ابزار تعلق می‌گیرد. کیفیت آن‌ها بستگی به عملکرد بازیکنان در هر سطح دارد. بازیبازان می‌توانند با تغییر سبک حمله خود، از بین بردن سریع دشمنان و فرار کردن از حملات آن‌ها، عملکرد بهتری داشته باشند.

## توسعه
سقوط بابل توسط استودیو بازی‌ساز ژاپنی پلاتینیوم گیمز توسعه یافته است. به گفته تهیه‌کننده آن ایهارا جونیچی، تیم می‌خواست سیستم مبارزه نیئا: اتوماتا را گسترش داده و آن را با بخش چندنفره بازی سقوط بابل آزمایش کند. سبک هنری بصری بازی از نقاشی‌های رنگ روغن کلاسیک اروپایی الهام گرفته شده‌است و گرافیک آن با استفاده از بافتی بوم مانند ایجاد شده‌است. این بازی همچنین عناصری را از Final Fantasy XIV، قرض گرفته، آن بازی، یک بازی ویدئویی آنلاین چند نفره است، که توسط اسکوئر انیکس ساخته شده‌است. شخصیت اصلی داستان که شبیه به یک گلادیاتور است توسط ایوائو کنیچی طراحی شده‌است. اولین نسخه بتای آن در ژوئیه ۲۰۲۱ در ژاپن و اوت ۲۰۲۱ در اروپا و آمریکای شمالی منتشر شد. بتای آن با استقبال متوسطی روبرو شد و بازیبازان از سبک بصری بازی ناراضی بودند. تیم توسعه بازخورد بازیبازان را ارزیابی کرد و گرافیک بازی را تنظیم کرد تا اطمینان حاصل کند که آن‌ها کمتر تار و پیکسلی باشند.
این بازی در ای۳ ۲۰۱۸ در کنفرانس مطبوعاتی اسکوئر انیکس رونمایی شد. بازی در ای۳ ۲۰۲۱ مجدداً معرفی شد و اسکوئر انیکس اعلام کرد که بازی از مدل " بازی‌های سرویس محور " استفاده خواهد کرد. این بدان معناست که بازی پس از انتشار با به‌روزرسانی‌های رایگان، حالت‌های گیم‌پلی جدید و محتوا پشتیبانی می‌شود. در سال ۲۰۲۰ پلاتینیوم گیمز یک استودیوی جدید در توکیو افتتاح کرد تا به آن‌ها کمک کند تا بازی‌های سرویس محور را بسازند. در نهایت این بازی در تاریخ ۳ مارس ۲۰۲۲ برای مایکروسافت ویندوز، پلی‌استیشن ۴ و پلی‌استیشن ۵ با پشتیبانی از کراس پلتفرم پخش شد. بازیبازانی که نسخه Digital Deluxe بازی را خریداری کرده‌اند، از ۲۸ فوریه ۲۰۲۲ به بازی دسترسی داشتند.